# Neobisium bessoni
Neobisium bessoni är en spindeldjursart som beskrevs av Jacqueline Heurtault 1979. Neobisium bessoni ingår i släktet Neobisium och familjen helplåtklokrypare. Inga underarter finns listade i Catalogue of Life.